# 장영진
장영진(張瑛眞, 1966년 ~ )은 대한민국의 제7대 산업통상자원부 제1차관인 공무원이다.

## 학력
- 달성고등학교
- 경희대학교 경제학 학사
- 뉴욕 주립대학교 대학원 경제학 석사

## 경력
- 1991년 제35회 행정고시 합격
- 2007.7 산업자원부 디자인브랜드팀 팀장
- 2008.3~2009.7 대통령실 인사비서관실 행정관
- 2009.7~2010.9 지식경제부 가스산업과 과장
- 2010.9~2012.8 지식경제부 운영지원과 과장
- 2012.8~2015.8 주미국대한민국대사관 공사참사관
- 2015.8~2017.8 산업통상자원부 에너지자원정책관
- 2017.8~2018.5 산업통상자원부 투자정책관
- 2018.5~2020.9 외교부 駐미국대사관 경제공사
- 2020.9~2020.12 산업통상자원부 산업기술융합정책관
- 2020.12~2021.8 산업통상자원부 산업혁신성장실 실장
- 2021.8~2022.1 산업통상자원부 기획조정실 실장
- 2022.2~2022.5 한국전자기술연구원 원장
- 2022.5~2024.1 산업통상자원부 제1차관
- 2022.11~2024.1: 국가우주위원회 위원
- 2024.03~: 한국무역보험공사 사장